# Щучье (озеро, Комарово)

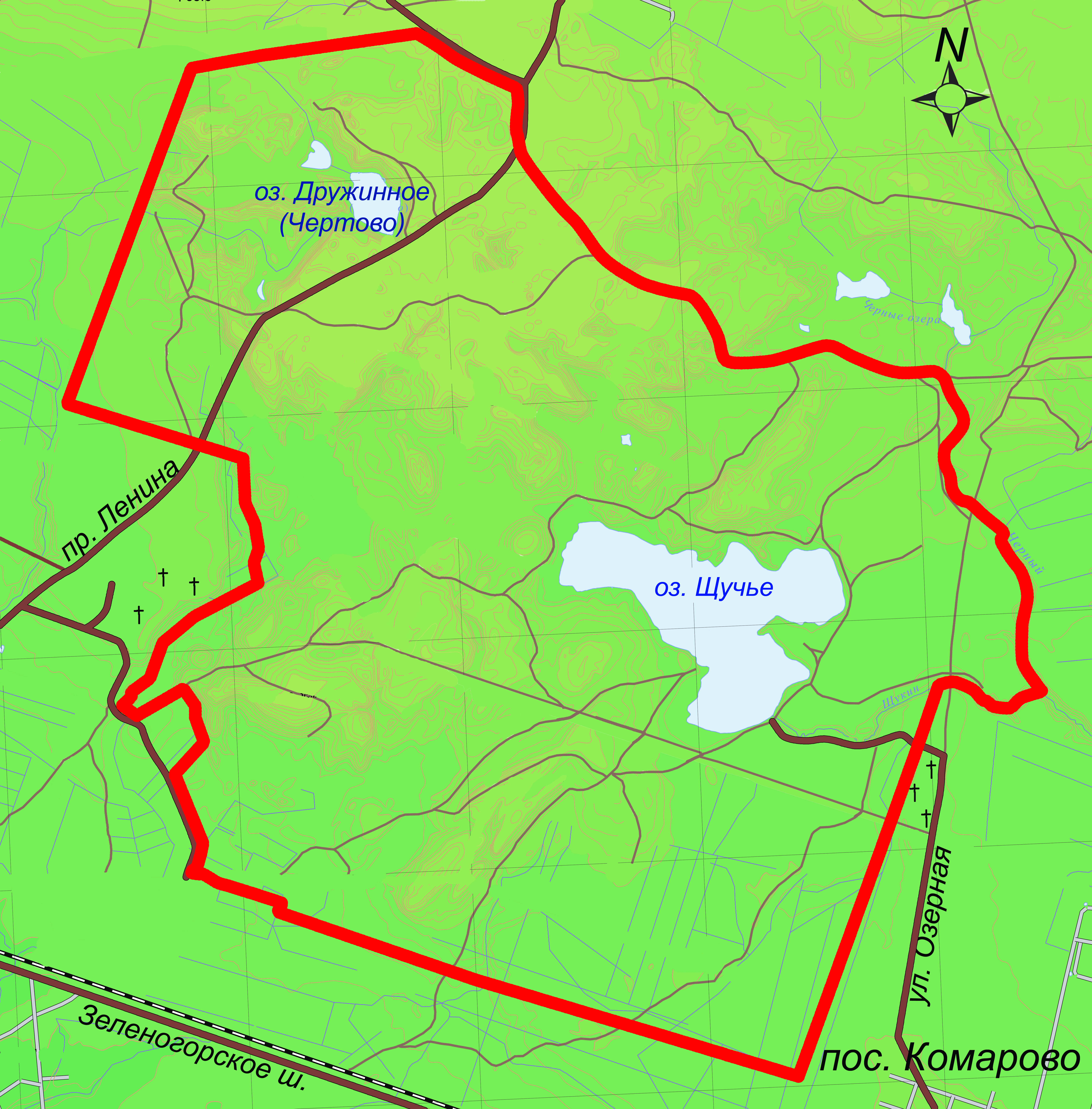
Схема границ заказника

Щу́чье озеро (фин. Haukijärvi — Хаукиярви, от hauki — щука, jarvi — озеро) расположено на Карельском перешейке, на территории посёлка Комарово (административно относится к Санкт-Петербургу), в трёх километрах к северу от платформы Комарово. Длина до 1,18 км, максимальная ширина около 0,9 км, глубина более 5 м. Высота над уровнем моря — 36,7 м.
Озёра Щучье и Дружинное и прилегающий к ним лесной массив входят в состав государственного природного заказника регионального значения «Озеро Щучье». Заказник образован постановлением Правительства Санкт-Петербурга от 18.01.2011 № 9.
Рельеф территории запечатлел следы последнего оледенения: более трети площади заказника покрыто камовыми (образовавшимися после таяния ледника) холмами и котловинами с болотами и озёрами, самые крупные из которых — озёра Щучье и Дружинное.
Площадь водного зеркала Щучьего озера составляет 53 га. Дно озера — илистое. С востока в Щучье озеро почти на триста метров вдаётся полуостров, у финнов называвшийся Ollinniemi; он делит озеро на несколько плёсов. Берега песчаные, либо торфянистые. Южный, наиболее мелководный плёс зарастает тростником и заболачивается. По данным проведённых в 2008 году промеров, средняя глубина 2,0—2,5 м, максимальная — 2,9 м вблизи полуострова с востока. Вода, при небольшой глубине, очень чистая. Песчаное дно и быстро прогревающиеся воды озера летом привлекают большое число отдыхающих.
Из юго-восточной части Щучьего озера вытекает извилистый ручей Щучий (бывший фин. Salooja — «лесной ручей») — приток Сестры. В Щучий ручей, в свою очередь, впадает с севера Чёрный ручей, берущий начало в двух небольших озёрах, также называемых Чёрными, имеющих длину не более 250 метров каждое и разделённых нешироким перешейком.
Уровень воды в Щучьем озере до 1917 года регулировался небольшой плотиной на Щучьем ручье, регулировкой занимались проживавшие тогда на этой территории финны, имевшие большой опыт по сохранению озёрных рыбных запасов и здоровых условий произрастания леса по берегам.

## Озеро Дружинное
Озеро Дружинное, также расположенное в границах заказника «Озеро Щучье», в народе называется Чёртово (финское название — Каявалампи, что означает «озеро чаек»). На берегах озера произрастает реликтовое водное растение полушник озёрный (Isoetes lacustris L.), занесённый в Красную книгу Российской Федерации.

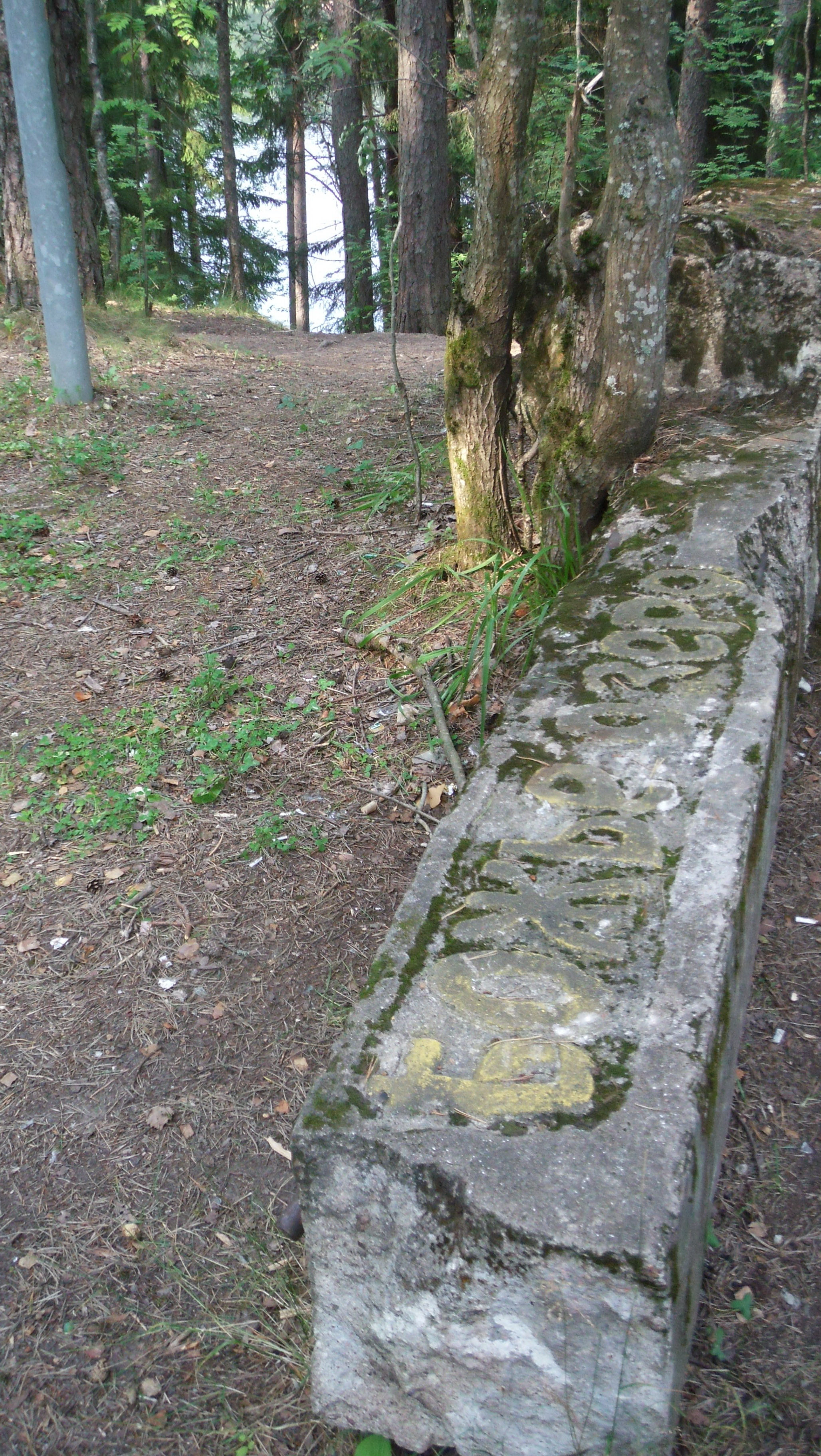
Божье озеро, оно же Дружинное, оно же Чёртово

Озеро хорошо видно всем, кто проезжает по шоссе Зеленогорск — Симагино. Это небольшой водоём длиной триста метров и площадью водного зеркала около пяти гектаров занимает глубокую межкамовую котловину и почти со всех сторон окружён крутым песчаными склонами высотой пятнадцать — двадцать метров. Только с запада к озеру подступает болото, в котором скрывается ещё одно сообщающееся через ручей небольшое озерко с плавающими торфяными островами. Глубина озера Дружинного в центральной части достигает 11 метров (данные промеров 2008 года). Близость к шоссе и чистота воды делают озеро очень посещаемым в летний период времени. С востока на высокой террасе к озеру примыкает боровой сосновый лес. Окрестности богаты грибами и черникой.

## Фотогалерея «Озеро Щучье»

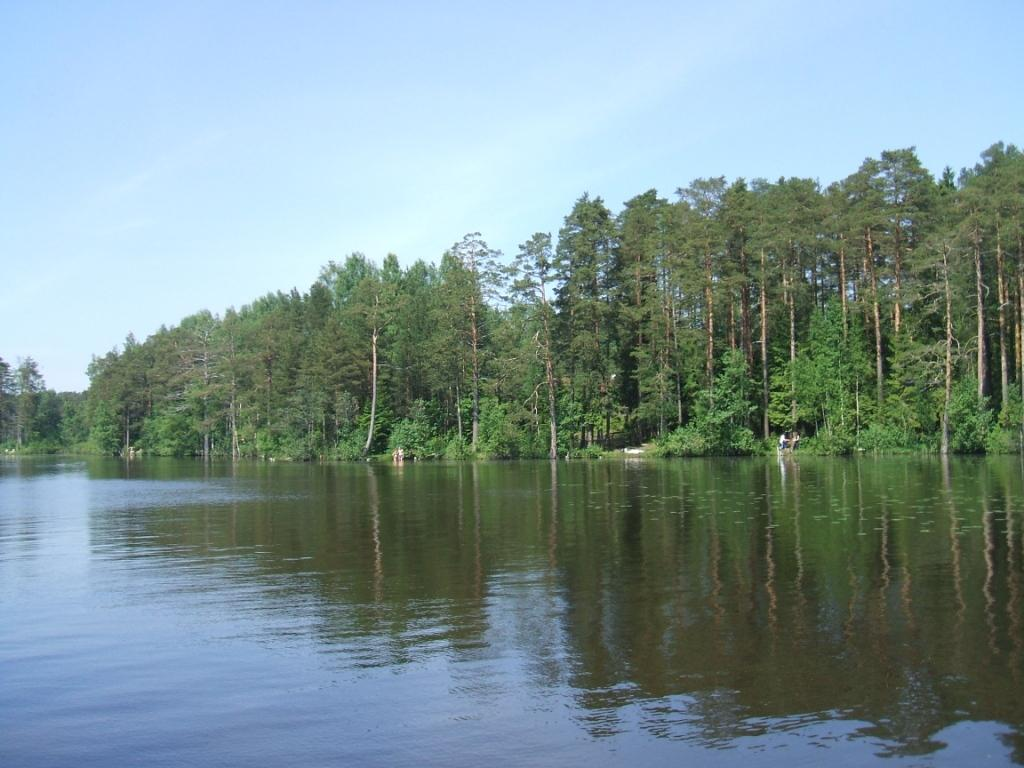
Полуостров академика
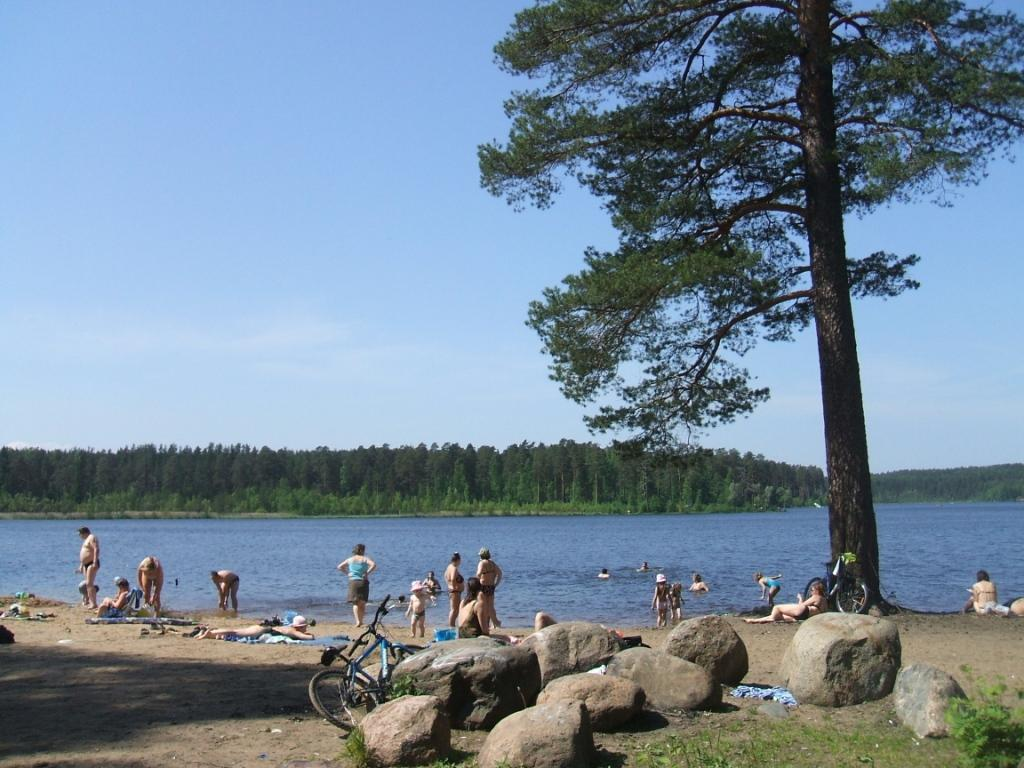
Пляж
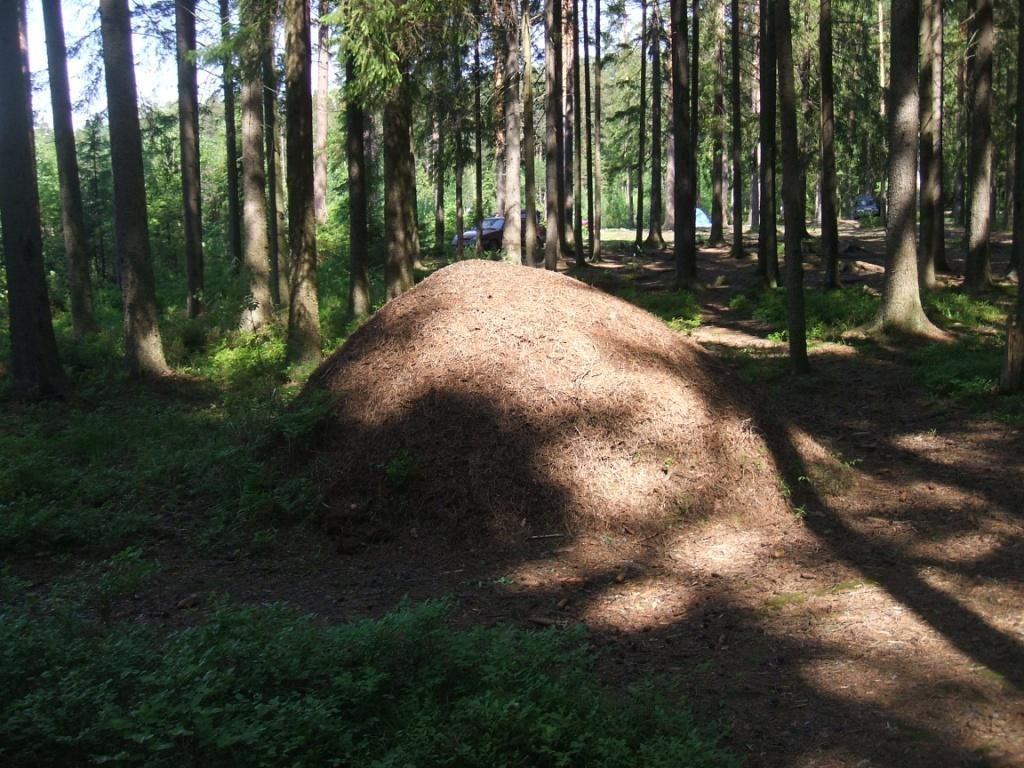
Муравейник
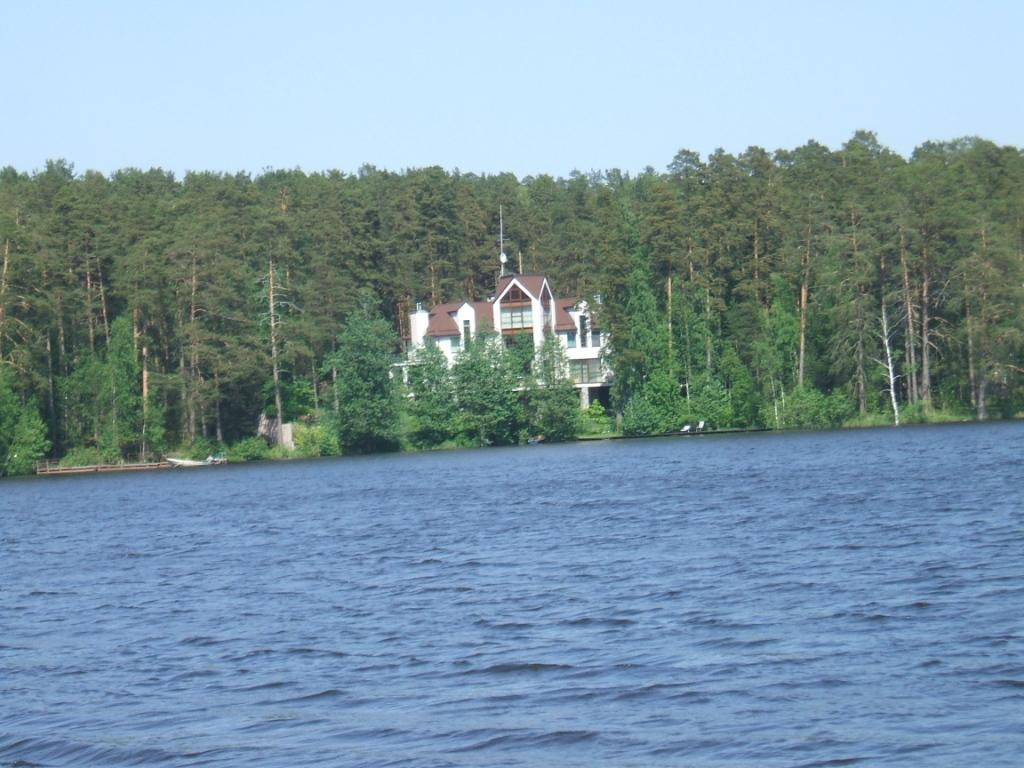
База отдыха «Балтиец»